# Sufyan
Sufyan (Arabisch: سفيان) is een Arabische  mannelijke voornaam.
De naam wordt, afhankelijk van waar in de Westerse wereld de drager ervan wordt vermeld, ook als: Soefian, Soufian, Soufiane, Sofiane, Sofian of Sufian gespeld. 
Volgens sommige bronnen betekent de naam: trouw, maar volgens andere: snelvoetig, lenig.  
De oudste bekende drager van de naam  moet de zoon van Aboe Sufyan, een metgezel van Mohammed,  geweest zijn. 